# Ботвинник Роман Олександрович
Роман Олександрович Ботвинник (нар. 27 квітня 1993, Україна) — український футболіст, захисник клубу «Міссіссауга».

## Кар'єра гравця
Вихованець львівського Училища фізичної культури. Футбольну кар'єру розпочав у чемпіонаті Львівської області. Спочатку виступав за «Енергетик» (Добротвір), а по ходу сезону 2010 року перейшов у «Карпати-2». У сезоні 2011/12 років виступав за дубль львівських «Карпат» (6 матчів). Потім відіграв два сезони за дубль ужгородської «Говерли». У міжсезоння 2014 року прийшов перегляд у «Скалі», за результатами якого підписав контракт з клубом. Дебютував за стрийський клуб 26 липня 2014 року в переможному (1:0) домашньому поєдинку 1-о туру Другої ліги проти «Черкащини». Роман вийшов на поле в стартовому складі, а на 72-й хвилині його замінив Станіслав Катана. У складі «Скали» зіграв 34 матчі в Другій лізі та 2 поєдинки у кубку України.
У 2016 році зіграв 3 матчі за «Самбір» у чемпіонаті Львівської області. Того ж року виїхав до Словаччини, де уклав контракт з клубом «Спішська Нова Весь». За нову команду дебютував 19 березня 2017 року в переможному (3:1) домашньому поєдинку 17 туру Другої ліги проти «Татарана» (Ліптовський Мікулаш). Ботвинник вийшов на поле в стартовому складі, а на 81-й хвилині його замінив Томаш Бараньї. Дебютним голом у Другій лізі відзначився 23 вересня 2017 року на 72-й хвилині переможного (4:2) домашнього поєдинку 9-о туру проти «Комарно». Роман вийшов на поле в стартовому складі та відіграв увесь матч. У складі ФК «Спішська Нова Весь» зіграв 13 матчів (2 голи) у Другій лізі та 2 поєдинки у кубку Словаччини. За підсумками сезону 2017/18 років команда посіла 14-е місце та вилетіла до Третьої ліги, а Ботвинник залишив словацький клуб.
Сезон 2017/18 років провів у третьоліговому польському клубі «Карпати» (Кросно), за який зіграв 14 матчів та відзначився 2-а голами. У 2018 році приєднався до «Міссіссауга» з Канадської футбольної ліги.

## Стиль гри
|  | Швидкий фланговий гравець, який своїми точними пасами знаходить колег в штрафному майданчику суперника. Любить і вміє підключатися до контратак та загострювати гру поблизу воріт суперника. Володіє високою стартовою швидкістю. Також в разі потреби може закрити позицію лівого захисника, оскільки є шульгою. |